# Диллон, Джером
Джером Диллон (англ.Jerome Dillon; род. 16 июля 1969 в Колумбусе) — музыкант, наиболее известен как бывший барабанщик Nine Inch Nails.

## Начало карьеры
В 1994 году Диллон присоединился к поп-рок-группе Howlin' Maggie, участвовал в записи их альбома Honeysuckle Strange. Группа была относительно успешной, но в 1998 году она распалась. В 1999 году Диллон навещал своих родственников в Огайо, когда его менеджер посоветовал ему сходить на прослушивание в Nine Inch Nails. На тот момент Трент Резнор искал барабанщика на смену Крису Вренне (по слухам, уволенного «за склоки и жадность»). Он был принят в качестве барабанщика для живых выступлений Nine Inch Nails в поддержку альбомов The Fragile and With Teeth, также участвовал в записи Things Falling Apart, And All That Could Have Been, Still и With Teeth

## Отмененные выступления
В середине первого же шоу Live: With Teeth тура Nine Inch Nails в Сан-Диего, Калифорния, 16 сентября 2005 г., в конце исполнения Gave Up, стали очевидны проблемы в игре Диллона (например, потеря темпа). Когда должно было начаться исполнение Eraser, Диллон почувствовал слабость и был отвезен в больницу. Это и последующее выступления были отложены, а некоторые и вовсе отменены. Оказалось, что расстройство сердца не угрожает жизни Диллона и вызвано последствиями лечения щитовидной железы.
Последнее выступление Диллона в качестве участника Nine Inch Nails состоялось в Голливуд-боул в Лос-Анджелесе 1 октября 2005 года.

## Уход из Nine Inch Nails
Несколько месяцев спустя Диллон заметил, что, когда он выздоровел и был готов вернуться, он встретил «полное равнодушие и никакого сочувствия» со стороны Трента Резнора и менеджмента NIN. Резнор в свою очередь написал, что «слова Диллона о событиях, повлекших за собой его уход, расходятся с истиной».
Недавно, однако, Диллон отметил на форумах nearLY, что в данный момент между ним и «кем-либо из лагеря NIN» нет вражды (по крайней мере с его стороны). Ещё он шутил о том, что в первую очередь это касается Аарона Норта, который «сделал татуировку с моим именем на заднице…» (Имеется в виду заявление Норта в разделе «access» на nin.com).

## nearLY
Когда действовал контракт с NIN, nearLY был сайд-проектом Диллона. Альбом, названный Reminder, несколько напоминает NIN времен эры Fragile: здесь Диллон предстает в роли Резнора, исполняя самостоятельно многие инструментальные партии. Диллон не решился сам петь на альбоме, отдав предпочтение вокалу ветерана Nothing Records Клодии Сарн.

## Аарон Норт
Во время «вопрос-ответ» сессии, породившей заявление о «татуировке», Аарон Норт крайне эмоционально отреагировал на вопрос по поводу личной жизни Диллона: «Отвали, он мой!»(Back off bitch, he is mine!) — что породило много шуток среди фанатов NIN. Стоит отметить, что Норт — единственный участник нынешнего состава, который был замечен на выступлении nearLY.

## Творчество
1987
- Nevermore

1996
- Honeysuckle Strange, Howlin' Maggie
- EdgeFest' 96 Live

1999
- The Fragile, Nine Inch Nails (Живые ударные, «We're In This Together»)
- We're In This Together, Nine Inch Nails (Живые ударные, «We’re In This Together»)

2000
- Things Falling Apart, Nine Inch Nails (Ударные)
- Cecil B. Demented

2002
- And All That Could Have Been, Nine Inch Nails (Ударные)
- Still, Nine Inch Nails (Ударные, акустическая гитара)

2004
arhythmiA: Drums & Drones

2005
- With Teeth, Nine Inch Nails (Ударные)
- reminder, nearLY
- Amber Headlights, Грег Далли (Greg Dulli)

2006
- Jagged, Гэри Ньюман
- reminder Live, nearLY

2007
- Beside You In Time, Nine Inch Nails (Ударные, только в материале с репетиций)